# Col·lutori

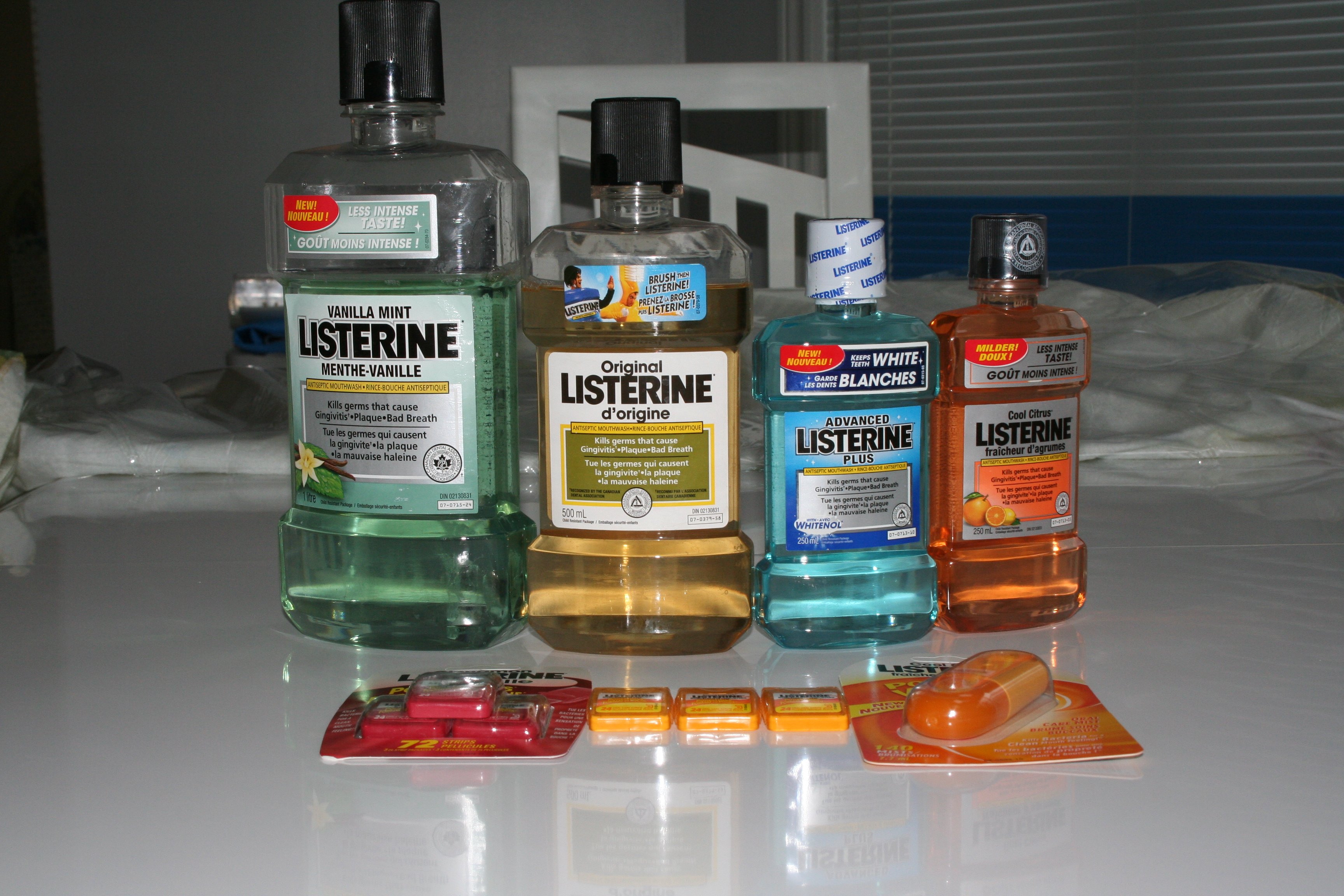
Un col·lutori popular en diferents formes i funcionalitats

Un col·lutori (del llatí, colluere, rentar) és una forma farmacèutica en forma de solució aquosa viscosa usada per al tractament tòpic d'afeccions bucals (estomatitis, gingivitis, piorrees, etc.). S'aplica amb un pinzell o una espàtula que generalment van incorporades al tap, o segons la seva viscositat, també es pot fer servir amb esbandida bucal. Es fa servir després de l'aplicació del fil dental i del raspall de dents per a eliminar els bacteris causants de la càries i l'halitosi.
Existeixen col·lutoris amb funcions específiques depenent de la seva composició. N'hi ha que s'especialitzen en la prevenció de l'halitosi, altres amb fluor que prevenen la càries i optimitzen la calcificació dels dents, d'altres per a prevenir o combatre la gingivitis i d'altres estan dissenyats amb l'objectiu de reduir o curar les neoplàsies de la cavitat bucal. Mentre amb alguns col·lutoris cal evitar diluir-los per no disminuir la seva eficàcia d'altres cal rebaixar-los amb aigua segons els diferents efectes que es volen aconseguir. Llegiu-ne sempre abans les instruccions.
Un col·lutori pot ser astringent, emolient o calmant i antisèptic. Per aconseguir una major viscositat poden incorporar un gelificant per augmentar l'adherència a la mucosa bucal, a més d'edulcorants no cariogènics i agents per mantenir el pH neutre. No obstant això, un col·lutori més diluït pot servir també per fer glopeig o usar-lo per fer gàrgares. S'usen preparats comercials o magistrals.
Anton van Leeuwenhoek descobrí organismes vius en els dipòsits sobre la superfície dental, el que ara s'anomena placa bacteriana. També trobà organismes al canal al costat de casa seva a Delft, Països Baixos. Experimentà amb mostres d'aquests bacteris en suspensió aquosa, afegint una barreja de vinagre i brandi, comprovant com la barreja immobilitzava i matava els organismes. Experimentà sobre ell mateix i altres persones esbandint la boca amb vinagre i brandi, descobrint que els organismes continuaven a la placa. Va concloure (encertadament) que la barreja no romania prou temps a la boca com per a destruir els organismes. Cap a finals dels anys seixanta Harald Loe demostrà que un compost a base de clorhexidina podia prevenir eficaçment el desenvolupament de la placa dental gràcies al fet que s'adhereix a la superfície dental, quedant-se molt més temps a la boca. Des de llavors, l'interès comercial pels col·lutoris ha estat intens amb gran aparició de productes que asseguren combatre la placa bacteriana i totes les infeccions que aquesta comporta.
Per usar-lo, cal esbandir la boca glopejant uns 20 ml de col·lutori després del raspallat i l'aplicació de seda dental. L'esbandida bucal ha de ser vigorosa incloent gàrgares durant un minut. Un cop escopit el col·lutori, es recomana no esbandir la boca amb aigua.